# Port AGP
Précédent Suivant
Accelerated Graphics Port (AGP) est une norme de carte d'extension parallèle, conçue pour ajouter une carte vidéo à un système informatique afin d'aider à l'accélération graphique 3D. Il a été conçu à l'origine pour succéder aux connexions de type PCI pour les cartes vidéo. Depuis 2004, l'AGP a été progressivement abandonné au profit du PCI Express (PCIe), qui est en série et non en parallèle ; à la mi-2008, les cartes PCI Express dominaient le marché et seuls quelques modèles AGP étaient encore disponibles, les fabricants de GPU et les partenaires de cartes d'extension ayant fini par abandonner la prise en charge de l'interface au profit du PCI Express.

## Historique

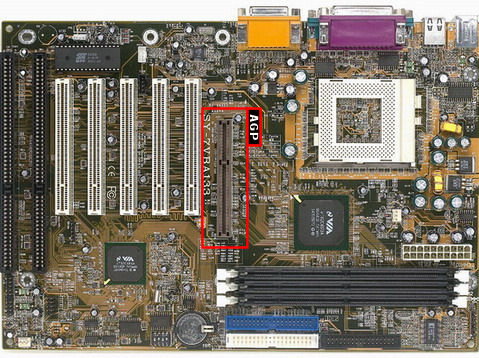
Emplacement AGP mis en évidence sur la carte mère Soyo SY-7VBA133.

Les ports AGP sont apparus pour la première fois sur les cartes mères compatibles x86 basées sur les processeurs Intel P5 Pentium sur Socket 7 et P6 Pentium II sur Slot 1. Intel a introduit la prise en charge de l'AGP avec le chipset i440LX sur Slot 1 le 26 août 1997, et un flot de produits a suivi de la part de tous les principaux fournisseurs de cartes mères,.
Les premiers chipsets Socket 7 à supporter l'AGP ont été les VIA Apollo VP3, SiS 5591/5592, et l'ALI Aladdin V. Intel n'a jamais sorti de chipset Socket 7 équipé de l'AGP. FIC a présenté la première carte AGP Socket 7 en novembre 1997, la FIC PA-2012 basée sur le chipset VIA Apollo VP3, suivie très rapidement par la EPoX P55-VP3 également basée sur le chipset VIA VP3, qui a été la première à être commercialisée.
Microsoft a d'abord introduit la prise en charge de l'AGP dans Windows 95 OEM Service Release 2 (OSR2 version 1111 ou 950B) via le patch USB SUPPLEMENT to OSR2. Après avoir appliqué le patch, le système Windows 95 est devenu Windows 95 version 4.00.950 B. Le premier système d'exploitation basé sur Windows NT à bénéficier de la prise en charge de l'AGP a été Windows NT 4.0 avec le Service Pack 3, introduit en 1997. La prise en charge par Linux des transferts de données rapides améliorés par l'AGP a été ajoutée pour la première fois en 1999 avec l'implémentation du module AGPgart du noyau.

### Utilisation ultérieure
Les GeForce 6600 et ATI Radeon X800 XL, sorties en 2004-2005, ont été les premières cartes AGP Bridge,,. En 2009, les cartes AGP de Nvidia était limité à la série GeForce 7. En 2011, les cartes AGP compatibles DirectX 10 des fournisseurs AMD (Club 3D, HIS, Sapphire, Jaton, Visiontek, Diamond, etc.) comprenaient les Radeon HD 2400, 3450, 3650, 3850, 4350, 4650 et 4670. La série HD 5000 AGP mentionnée dans le logiciel AMD Catalyst n'a jamais été disponible. Les pilotes AMD Catalyst 11.2 - 11.6 AGP hotfix ont posé de nombreux problèmes sous Windows 7 avec les cartes vidéo AGP de la série HD 4000, l'utilisation des pilotes AGP hotfix 10.12 ou 11.1 est une solution de contournement possible.

## Version
Intel a publié la « spécification AGP 1.0 » en 1997, qui spécifiait des signaux de 3,3 V et des vitesses de 1× et 2×,,. La spécification 2.0 documentait des signaux de 1,5 V, qui pouvait être utilisée à 1×, 2× et à la vitesse supplémentaire de 4×,,et la spécification 3.0 ajoutait la signalisation de 0,8 V, qui pouvait être utilisée à des vitesses de 4× et 8× (les vitesses de 1× et 2× sont physiquement possibles, mais elles n'ont pas été spécifiées),.
| Spécification | Tension (V) | Fréquence d'horloge (MHz) | vitesse | Transfert/Cycle d'horloge | Débit (Mo/s) |
| ------------- | ----------- | ------------------------- | ------- | ------------------------- | ------------ |
| PCI           | 3,3/5       | 33                        | —       | 1                         | 133          |
| PCI 2.1       | 3,3/5       | 33/66                     | —       | 1                         | 133/266      |
| AGP 1.0       | 3,33        | 66                        | 1x      | 1                         | 266          |
| AGP 1.0       | 3,33        | 66                        | 2x      | 2                         | 533          |
| AGP 2.0       | 1,5         | 66                        | 4x      | 4                         | 1066         |
| AGP 3.0       | 0,8         | 66                        | 8x      | 8                         | 2133         |
| AGP 3.5       | 0,8         | 66                        | 8x      | 8                         | 2133         |

### Extension officielle

#### AGP PRO

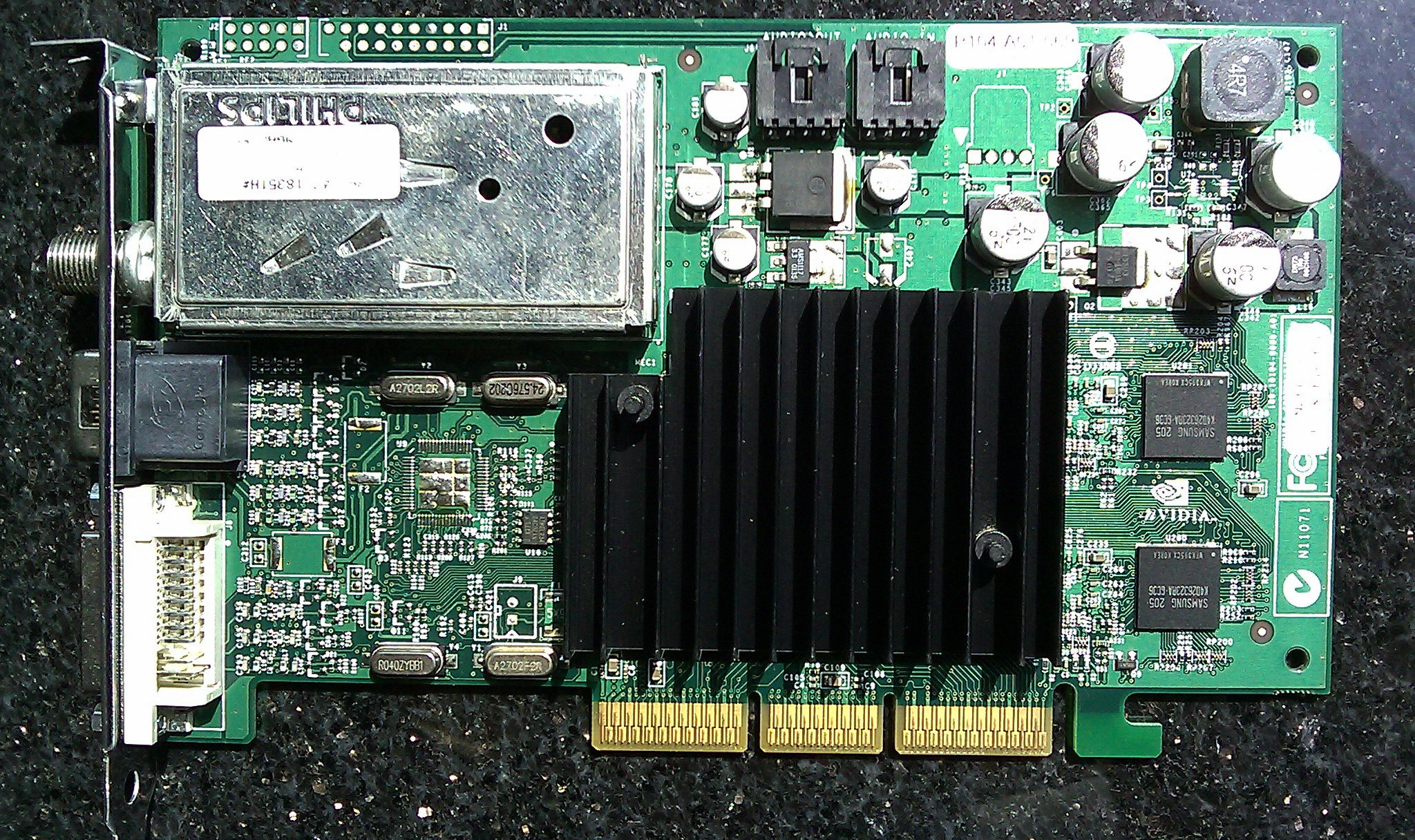
Carte graphique AGP Nvidia GeForce 4 MX.

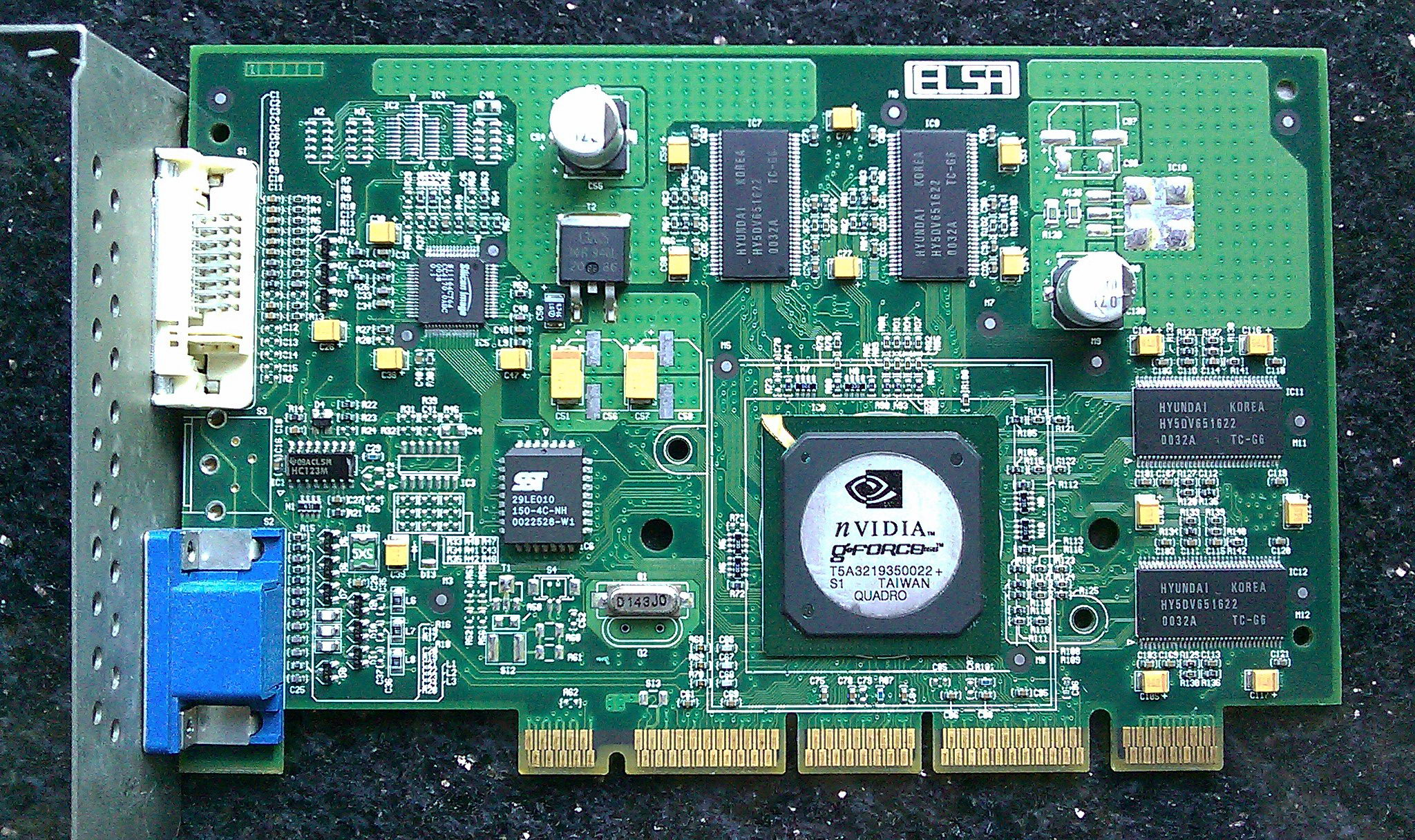
Carte graphique AGP PRO.

Une extension officielle pour les cartes nécessitant plus de puissance électrique, avec un emplacement plus long et des broches supplémentaires à cet effet. Les cartes AGP Pro étaient généralement des cartes destinées aux stations de travail, conçues pour accélérer les applications professionnelles telles que la conception assistée par ordinateur et utilisées dans les domaines telles que l'architecture, l'usinage, l'ingénierie, mais aussi au profit de simulations et d'autres domaines similaires.

#### 64-bit AGP
Un canal 64 bits a été proposé comme norme optionnelle pour AGP 3.0 dans des documents préliminaires, mais il a été abandonné dans la version finale de la norme.

### Variante non officielle

#### XGP
Le Biostar Xtreme Graphics Port est une autre variante AGP, avec les mêmes avantages et inconvénients que l'AGI et l'AGX,.

#### AGX
L'EPoX Advanced Graphics eXtended (AGX) est une autre variante AGP propriétaire qui présente les mêmes avantages et inconvénients que l'AGI. Les manuels d'utilisation recommandent de ne pas utiliser de cartes AGP 8× ATI avec les emplacements AGX.

## Compatibilité

Compatibilité, clés AGP sur la carte (en haut), sur l'emplacement (en bas).

Les cartes AGP sont compatibles en amont et en aval dans certaines limites. Les cartes avec une clé de 1,5 V uniquement ne s'insèrent pas dans les emplacements de 3,3 V et vice versa, bien qu'il existe des cartes "universelles" qui s'adaptent à l'un ou l'autre type d'emplacement. Il existe également des emplacements "universels" sans clé qui acceptent les deux types de cartes. Lorsqu'une carte AGP universelle est insérée dans un emplacement AGP universel, seule la partie 1,5 V de la carte est utilisée. Certaines cartes, comme la série GeForce 6 de Nvidia (à l'exception de la 6 200) ou la série Radeon X800 d'ATI, ne comportent que des clés pour 1,5 V afin d'éviter qu'elles ne soient installées sur d'anciennes cartes mères ne prenant pas en charge le 1,5 V.
Les cartes AGP Pro ne s'insèrent pas dans les emplacements standard, mais les cartes AGP standard fonctionnent dans un emplacement Pro. Les cartes mères équipées d'un emplacement Universal AGP Pro acceptent une carte 1,5 V ou 3,3 V en configuration AGP Pro ou AGP standard, une carte Universal AGP ou une carte Universal AGP Pro.
Certaines cartes ont des encoches doubles et certaines cartes mères ont des fentes complètement ouvertes, ce qui permet de brancher une carte dans une fente qui ne prend pas en charge la tension de signalisation correcte, ce qui peut endommager la carte ou la carte mère. Certaines cartes anciennes de 3,3 V mal conçues ont une clé de 1,5 V.

## Protocole
Un bus AGP est un sur-ensemble d'un bus PCI conventionnel de 66 MHz. Immédiatement après la réinitialisation, il suit le même protocole que le bus PCI. La carte AGP doit agir en tant que cible PCI et peut éventuellement agir en tant que maître PCI. En plus de ces fonctionnalités, l'AGP 2.0 a introduit plusieurs améliorations, dont une extension appelée « fast writes ». Cette extension permet aux écritures PCI de la carte mère vers la carte AGP de transférer des données à une vitesse plus élevée.

## Brochage du connecteur
Le connecteur AGP contient presque tous les signaux PCI, plus quelques ajouts. Le connecteur a 66 contacts de chaque côté, bien que 4 soient enlevés pour chaque encoche de détrompage,,. La broche 1 est la plus proche du support d'E/S, et les côtés B et A sont comme dans le tableau, en regardant vers le bas le connecteur de la carte mère,,.